# Xã McDonald, Quận Hardin, Ohio
Xã McDonald (tiếng Anh: McDonald Township) là một xã thuộc quận Hardin, tiểu bang Ohio, Hoa Kỳ. Năm 2010, dân số của xã này là 862 người.